# Song song (phim)
Song song là một phim điện ảnh của Việt Nam trong thể loại ly kỳ, viễn tưởng và tâm lý do Nguyễn Hữu Hoàng đạo diễn. Đây là bản làm lại của bộ phim Mirage của Tây Ban Nha ra mắt năm 2018. Các diễn viên chính của phim gồm Nhã Phương, Trương Thế Vinh, Tiến Luật, Thuận Phát, Khương Ngọc và Hoàng Phi. Câu chuyện kể về Trang - một người phụ nữ phải tìm cách sửa chữa sai lầm của mình khi vô tình thay đổi quá khứ sau khi cố gắng cảnh báo để cứu một cậu bé từ quá khứ, khiến cuộc sống yên bình của cô với gia đình trong hiện tại bị đảo lộn thay đổi.

## Nội dung
Năm 2020, Trang cùng chồng và con gái chuyển về nhà mới - nơi ở mà cậu bé Phong vào khoảng 20 năm trước. Cuộc sống yên bình của Trang dần thay bằng nỗi bất an. Cô nhận thấy những điều kì lạ từ các đồ vật mà Phong để lại.
Tình cờ kết nối với Phong qua chiếc tivi cũ, Trang đưa ra lời cảnh báo để cứu sống cậu, mà không hề biết hành động bộc phát này đã khiến cuộc sống của cô bị đảo lộn.
Chỉ sau một đêm mưa bão, Trang hoảng loạn phát hiện ra con gái biến mất, còn chồng thì trở thành người xa lạ. Không còn lựa chọn nào khác, cô phải dấn thân vào hành trình sửa chữa sai lầm để đưa mọi thứ trở về như cũ, vừa phải đối mặt với hung thủ của vụ án năm xưa.

## Diễn viên
- Nhã Phương trong vai Trang, một cô điều dưỡng bệnh nhân. Vợ của Quân, một người phụ nữ hết lòng vì gia đình mình.
- Trương Thế Vinh trong vai Quân, chồng của Trang, người đàn ông thành đạt.
- Tiến Luật trong vai ông Sơn, người được cho là hung thủ sát hại cậu bé Phong khoảng 20 năm trước.
- Thuận Phát trong vai Phong, cậu bé 12 tuổi đam mê đàn hát, từng sống tại ngôi nhà mà gia đình Trang mới chuyển tới.[3]
- Khương Ngọc vai Giáo sư Sâm, một giáo sư tin rằng cỗ máy thời gian là có thật.
- Hoàng Phi trong vai Trung, bạn thân của Quân, cũng là người bạn của Phong thời thiếu nhi.[4]
- Mona Bảo Tiên trong vai Bé Cún, con gái của Trang và Quân, người phát hiện ra tivi cũ có thể kết nối với những người đến từ quá khứ.
- Việt Anh trong vai Biên tập viên Thời sự
- Trung Anh trong vai Biên tập viên Thời sự

## Sản xuất
Song song là bản làm lại của bộ phim Mirage của Tây Ban Nha ra mắt năm 2018. Phim công bố kế hoạch viết kịch bản và bấm máy quay phim từ giữa năm 2020, lấy cảm hứng từ khái niệm hiệu ứng cánh bướm, có ý nghĩa là khi quá khứ thay đổi, hiện tại cũng thay đổi.

## Công chiếu
Ban đầu phim dự kiến ra mắt vào ngày 25 tháng 9 năm 2020 nhưng sau đó bất ngờ dời lịch chiếu do dịch bệnh COVID-19 gây ra tại Việt Nam.
Chiều ngày 14 tháng 1 năm 2021, sự kiện họp báo và giới thiệu phim Song song đã diễn ra tại Thành phố Hồ Chí Minh cùng dàn ekip phim, dàn diễn viên và các nhà báo chí.
Ngày 18 tháng 2 năm 2021, phim thông báo tiếp tục dời lịch chiếu lần thứ hai bởi dịch bệnh COVID-19 đang diễn ra phức tạp tại Việt Nam sau khi đã dự kiến công chiếu vào ngày 26 tháng 2 năm 2021 và sau đó chưa có lịch chiếu phim chính thức cho đến khi ngày 9 tháng 3 năm 2021 phim thông báo lại về lịch chiếu, dự kiến ra rạp vào ngày 2 tháng 4 năm 2021.
Ngày 30 tháng 3 năm 2021, phim đã có buổi ra mắt tại Thành phố Hồ Chí Minh và sau đó là Hà Nội vào ngày 31 tháng 3 năm 2021 cùng dàn ekip phim, dàn diễn viên và các nhà báo chí.
Ngoài ra bộ phim đã được phát hành trên ứng dụng Netflix.

## Tiếp nhận
Trong phần trailer của phim mới tung ra ngày 14 tháng 1 năm 2021, không ít khán giả cho rằng dù chỉ xuất hiện chưa hật rõ ràng, nhân vật của Nhã Phương đã bị chê bai bởi biểu cảm khô cứng. Thực tế là ngay cả khi đóng phim truyền hình và một vài phim điện ảnh trước đó, diễn xuất của Nhã Phương chưa bao giờ nhận được đồng thuận của khán giả. Khẩu hình của Nhã Phương và cách trợn mắt, nhăn trán đã thành quen thuộc đã khiến không ít người cho rằng: Không hiểu ở một phim giật gân đòi hỏi những diễn biến tâm lý phức tạp, cô có thể kham (chịu đựng) nổi không.
Các diễn viên còn lại của tác phẩm dừng ở mức tròn vai. Trương Thế Vinh đóng chồng của Trang - yêu thương vợ con nhưng luôn giấu giếm một bí mật. Lần đầu thử sức với vai phản diện - người đàn ông sát hại vợ, Tiến Luật chỉ tạo được không khí rùng rợn nhờ các phân cảnh mang tính kinh dị, thay vì đi sâu vào tâm lý nhân vật. Nhân vật của Hoàng Phi góp mặt với vai trò gây cười sau những cảnh kịch tính. Võ Đình Hiếu có vai mới với nhiều "đất" diễn, song được êkíp giữ kín để tạo bất ngờ ở cuối phim.